# Пирифой (пьеса)
«Пирифой» (др.-греч. Πειρίθους, Περίθοος, Πειρίθοος) — трагедия древнегреческого драматурга Еврипида (V век до н. э.) на сюжет, связанный с фессалийскими мифами, часть тетралогии, включавшей трагедии «Радамант» и «Тенн» и сатировскую драму «Сизиф» Её текст почти полностью утрачен.
Заглавный герой пьесы — мифологический персонаж, царь фессалийского племени лапифов Пирифой. Известно, что трагедия рассказывала о походе Пирифоя и Тесея в загробный мир за Персефоной. Аид сковал Пирифоя цепями, а Тесей, оставшийся свободным, отказался покинуть друга. Позже появившийся в царстве мёртвых Геракл вывел на поверхность земли обоих героев. В сохранившемся монологе Тесей объясняет Пирифою, что его сковывают узы стыда, которые сильнее бронзы.
Афиней, цитируя «Пирифоя», уточняет, что автор трагедии — «либо Еврипид, либо тиран Критий», а автор «Жизнеописания Еврипида» называет «Пирифоя» «подложной» пьесой наряду с «Тенном» и «Радамантом». Исходя из этих данных, германский исследователь Ульрих фон Виламовиц-Мёллендорф первым предположил, что все эти пьесы были написаны Критием. В антиковедении можно встретить разные мнения на этот счёт: одни учёные согласны с аргументами Виламовица-Мёллендорфа, другие считают их недостаточно убедительными и либо предлагают свои, либо приписывают спорные пьесы Еврипиду.
Название «Пирифой» носили и пьесы Ахея Эретрийского и Аристофона, о которых ничего не известно.